# Campeonato Mundial de Todo-o-Terreno da FIM
O Campeonato Mundial de Todo-o-Terreno da FIM foi o principal campeonato de Rali-raid, organizado pela Federação Internacional de Motociclismo (FIM), entre 1999 e 2021 (entre 1999 e 2002 como Taça do Mundo). Para além do campeonato principal existiam as Taças do Mundo para as seguintes categorias: Quads, Senhoras, Junior, e mais de 450 cc.
O Campeonato Mundia de Todo-o-Terreno foi disputado pela primeira vez em 1999. Foi organizado pela FIM com o objectivo de reunir num único calendário os diversos ralis de todo-o-terreno disputados pelo mundo fora de forma descoordenada. O troféu atribuído nas edições iniciais era uma simples "taça do mundo" mas a crescente participação levou a FIM a criar um verdadeiro "campeonato mundial".
Em 2022 os campeonatos do mundo da FIM e da FIA fundiram-se numa competição única, o Campeonato do Mundo de Todo-o-Terreno.

## Vencedores
| Épocas        | Piloto (moto)                           | Piloto (quad)                           | Piloto (senhoras)                       |
| Taça do Mundo | Taça do Mundo                           | Taça do Mundo                           | Taça do Mundo                           |
| ------------- | --------------------------------------- | --------------------------------------- | --------------------------------------- |
| 1999          | Thierry Magnaldi                        | N/A                                     | N/A                                     |
| 2000          | Fabrizio Meoni                          | N/A                                     | N/A                                     |
| 2001          | Carlo de Gavardo                        | N/A                                     | N/A                                     |
| 2002          | Richard Sainct                          | N/A                                     | N/A                                     |
|               | Campeonato Mundial                      | Taça do Mundo                           | Taça do Mundo                           |
| 2003          | Cyril Despres (KTM)                     | N/A                                     | Katryn Lyda (KTM)                       |
| 2004          | Pål Anders Ullevålseter (KTM)           | N/A                                     | N/A                                     |
| 2005          | Marc Coma (KTM)                         | Ricardo Leal dos Santos (Yamaha)        | N/A                                     |
| 2006          | Marc Coma (KTM)                         | Cristophe Declerck (KTM)                | N/A                                     |
| 2007          | Marc Coma (KTM)                         | Sebastian Husseini (Suzuki)             | N/A                                     |
| 2008          | Marek Dabrowski (KTM)                   | Karim Dilou (Yamaha)                    | N/A                                     |
| 2009          | Cyril Despres (KTM)                     | Lionel Laine (KTM)                      | Camelia Liparoti (KTM)                  |
| 2010          | Marc Coma (KTM)                         | Rafał Sonik (Yamaha)                    | Camelia Liparoti (KTM)                  |
| 2011          | Hélder Rodrigues (Yamaha)               | Dmitry Pavlov (Honda)                   | Camelia Liparoti (Yamaha)               |
| 2012          | Marc Coma (KTM)                         | Łukasz Łaskawiec (Yamaha)               | Camelia Liparoti (Yamaha)               |
| 2013          | Paulo Gonçalves (Honda)                 | Rafał Sonik (Honda)                     | Camelia Liparoti (Yamaha)               |
| 2014          | Marc Coma (KTM)                         | Rafał Sonik (Yamaha)                    | Camelia Liparoti (Yamaha)               |
| 2015          | Matthias Walkner (KTM)                  | Rafał Sonik (Yamaha)                    | Anastasiya Nifontova (Husqvarna)        |
| 2016          | Pablo Quintanilla (Husqvarna)           | Rafał Sonik (Yamaha)                    | Laia Sanz (KTM)                         |
| 2017          | Pablo Quintanilla (Husqvarna)           | Kees Koolen (Barren)                    | Laia Sanz (KTM)                         |
| 2018          | Toby Price (KTM)                        | Aleksandr Maksimov (Yamaha)             | N/A                                     |
| 2019          | Sam Sunderland (KTM)                    | Rafał Sonik (Yamaha)                    | Laia Sanz (KTM)                         |
| 2020          | Cancelado devido à pandemia de COVID–19 | Cancelado devido à pandemia de COVID–19 | Cancelado devido à pandemia de COVID–19 |
| 2021          | Matthias Walkner (KTM)                  | Manuel Andújar (Yamaha)                 | Anastasiya Nifontova (Husqvarna)        |